# مجموعة العلاج
مجموعة العلاج (بالإنجليزية: treatment group)‏ هي مجموعة تُستَخدَم ضمن تصميم التجارب لتلقي العلاج التجريبي، بخلاف المجموعة المرجعية التي تُستَخدَم للمقارنة.